# Mastododera villiersi
Mastododera villiersi är en skalbaggsart som beskrevs av Antonio Vives 2001. Mastododera villiersi ingår i släktet Mastododera och familjen långhorningar.
Artens utbredningsområde är Madagaskar. Inga underarter finns listade i Catalogue of Life.